# San Marinó-i labdarúgó-szövetség
A San Marinó-i labdarúgó-szövetség (olaszul: Federazione Sammarinese Giuoco Calcio, FSGC) San Marino nemzeti labdarúgó-szövetsége. Az 1931-ben alapított szövetség szervezi a San Marinó-i labdarúgó-bajnokságot, valamint a San Marinó-i kupát, illetve működteti a San Marinó-i labdarúgó-válogatottat. Székhelye San Marinóban található.

## Történelme
A San Marinó-i Labdarúgó-szövetséget 1931-ben alapították. 1988-ban a FIFA és az UEFA tagjai lettek.